# وبا، لهستان
وبا، لهستان (به لاتین: Łeba، تلفظ: [ˈwɛba]) یک شهرک در لهستان است که در استان پومرانی واقع شده‌است.

## خصوصیات
وبا ۱۴٫۸ کیلومترمربع مساحت و ۳٬۸۲۴ نفر جمعیت دارد.

## خواهرخوانده
شهرهای لادیسپولی و Borgholm Municipality خواهرخوانده‌های وبا، لهستان هستند.